# Aegolius ridgwayi
El mochuelo moreno o lechucita parda (Aegolius ridgwayi), también lechuza sureña, lechucita de Alfaro, buhito pardo, tecolote abetero sureño, tecolote afilador o tecolote canelo, es una especie de Aves estrigiforme de la familia Strigidae.  Es nativo de México y América Central.  El nombre científico de la especie es un homenaje al ornitólogo estadounidense Robert Ridgway.

## Descripción
18 cm.; 80 g.. Es pequeña, de cabeza grande, con patas robustas; de color variable. ADULTOS: la cabeza y la región superior es de color café grisáceo uniforme o con el manto y la cabeza café más oscura; las primarias externas y el álula tienen el borde blanco; las secundarias internas y las timoneras son más o menos manchadas con blanco; a veces con un fino listado blanquecino en la coronilla; las cejas, los penachos loreales y la barbilla son entre blanco y ante cálido; el pecho es entre canela y café opáco; el abdomen es entre blanco y ante. El iris es de amarillo a leonado; la cera y la mayor parte del pico es de color negro, con los lados de color cuerno claro; los dedos son de color carne. JUVENILES: tienen un patrón parecido pero con el plumaje con más plumón; a menudo tienen un listado leve en el pecho.

## Nido
Es evidente que se reproduce en la estación seca y a comienzos de la lluviosa.